# 漢字文化圏
漢字文化圏（かんじぶんかけん、旧字体：漢󠄁字文󠄁化󠄁圈）は、「文化圏」概念の一つ。漢字に代表される漢文化（中国文化）を使用しているか、過去に使用していた地域のことであり、漢字の他に漢文や儒教、大乗仏教などに由来する文化を共有している。漢字圏ともいう。ただし、ベトナム南部は場合によってインド文化圏に分類されるときもある。

## 概要
漢字文化圏とは、中国と中国皇帝からの冊封を受けた周辺諸民族のうち、漢文（特に中古漢語）を媒体として、中国王朝の国家制度や政治思想をはじめとする文化、価値観を自ら移入し、発展させ、これを中国王朝と緩やかに共有しながら政治的には自立を確保した地域を指す。日本の歴史学者・西嶋定生が提唱した「東アジア世界論（冊封体制論）」をきっかけとして定着し、歴史学における「文化圏」概念形成のモデルの一つとなった。ただし、後述のように明確に冊封体制には組み込まれていたとは言えない国も、漢字文化圏に含まれることには注意を要する。
現在の地域区分でいうと「東アジア」と重なる部分が大きく、現在の中国大陸、台湾、ベトナム、朝鮮半島、日本列島、琉球諸島に代表される地域がここに含まれる。
漢民族を主要な民族とする国以外で、現在まで漢字を日常的に使用している国家は日本だけである。ベトナムでは識字率向上の観点から、義務教育で完全に漢字教育を廃止した。朝鮮半島では、北朝鮮は公式に漢字を廃止して、国民には漢文教育のみ行っている。韓国では、独立と同時にハングル専用法が制定され、漢字は括弧書きでの扱いとなった。さらに漢字教育は重要視されず、1970年代以降必修教科でなくなったことから、漢字を読めない世代が増加している（詳細は朝鮮における漢字を参照）。

## 漢字文化圏の内包と外延

### 南北朝から宋代まで
歴史学上の概念としての漢字文化圏の外延を考える場合、西嶋「冊封体制論」が想定する南北朝時代から唐代にかけての地域秩序が第一の参照例となる。西嶋は「東アジア世界」を定義する指標として、冊封のほか、漢字、儒教、仏教、律令制の4件を挙げており、これに該当する主な朝貢国には 新羅、渤海、日本（倭国）がある。この他、律令制の導入が確認できない高句麗、百済も加えて差し支えない。なお、北宋以降は高麗が新羅に取って代わり、また新しく大越が加わる。
このほか、南詔および大理については、その政治制度と文化の漢化度を漢籍資料だけから測ることは難しいが、南詔が唐の、大理が北宋の冊封を受けており、中国密教が流行していたこと、また移住した漢人が政治に関与していることは、新羅、百済など典型的な「東アジア世界」の朝貢国と並行的である。

### 明代以降
「冊封体制」が復活した明代以降になると、漢字文化圏に入る要件を満たす国家（ないし地域）は現在まで続く安定性をほぼ確立しており、李氏朝鮮、琉球、大越（後の越南）、そして日本がこれにあたる。この時期には、日本が足利将軍の代替わりに伴い、「冊封体制」に加わったり離れたりを繰り返しているほか、律令制が形骸化し、代わって科挙官僚制が発達するなど、西嶋の挙げた4件は全てを満たされなくなった。特徴的な文化要素として、第一に挙げるべきは書記言語である。漢文の移入は漢字による自言語の文字化を促したため、日本の仮名、朝鮮の口訣、吏読、ベトナムのチュノムなど、漢字から派生した独自の文字や用法が発達し、それぞれの国家の固有性を保証する書記言語が確立した。宗教面では、土着化した仏教、道教などが、地域的な濃淡と混淆（シンクレティズム）を見せながら民衆に普及し、政治思想としての儒教と合わせて、圏内でゆるやかに共通する思惟の枠組みが定着するに至った。食事における箸の使用、喫茶の習慣、建築における瓦の使用など、生活文化の中にも漢字文化圏を起源とし、これを中心に分布する特徴が見られる。

## 用語選定の要因
「文化圏」概念の設定と命名に際しては、地名による場合と、文化の主要な規定要因となる宗教名または書記言語名を冠する場合とがある。漢字文化圏の場合、「東アジア文化／文明圏」「儒教文化圏」などの用語も並行的に使われているが、「東アジア」という地域名称には具体的な意味内包がなく抽象的すぎること、中華圏、日本、朝鮮、ベトナムなどにおいて「儒教」の受容のされ方にそれぞれ違いがあることから、「漢字」が全体を平等にカバーする中立的かつ具体的な文化要素として適切と判断され、もっとも普及したものと考えられる。

## 近現代における漢字の存廃について
漢字文化圏内に現存する各国の書記言語の多くは、漢文から発達するか、漢語からの語彙借用を行ったため、その語彙には漢語系語彙が多く含まれ、音声言語にも流入し通用している。現代の日本語や朝鮮語、ベトナム語では、辞書に掲載されている語彙の6割程度が漢文に起源を持つ単語である。ラテン文字の存在が知られて以降、漢字の学習の困難さや、表意文字（表語文字）を主体とする漢字では表音表現（表音文字）が難しく、不便な性質に対する不満から、漢字廃止論が唱えられるようになった。
主に近代になり、中国からの文化的自立がナショナル・アイデンティティ確立の課題とされ、漢字そのものが中国文化への従属の象徴と見なされるようになったため、漢字を廃止、または制限する政策が取られるようになった。日本では国学者が漢字廃止を唱え、続いて近代化の流れによるカナ文字化運動などを経由して、最終的に漢字制限と新字体の採用に落ち着いた（国語国字問題）。韓国では漢文教育用基礎漢字1800字が中等教育で教えられているが、一般には李氏朝鮮の第4代国王世宗の時代に制定された訓民正音（現在のハングル）が使用され、新聞などでも漢字はほとんど使われることはない。ハングル専用か漢字混用かの議論は「文字戦争」とも呼ばれている。北朝鮮は廃止、ベトナムではベトナム民主共和国の成立後に廃止、またもともとフランスの植民地支配下において流入したローマ字表記のクオック・グー（国語）が普及して一般に使用されており、高齢者や一部の専門家、日本語や中国語の学習者以外で、漢字を理解する者は少ない。

中国でも、中華人民共和国の成立後に簡体字が制定され、シンガポールなどの華人社会でも使用されている。一方、中華民国政府が逃れた台湾と、香港およびマカオでは、簡略化をせず康熙字典体に近い繁体字を使用しているため、字体の異なりが生じた。
中華人民共和国の国内でも、チベットやウイグル、内モンゴルなどは漢字文化圏ではなく、民族区域自治により古くからの文字体系が今日でも残っているものの、21世紀以降、漢民族の政治・経済力の影響により、子弟に漢字文化圏の教育を施す者は多くなっている。